# Ołeksandr Wołyneć
Ołeksandr Wiktorowycz Wołyneć (ukr. Олександр Вікторович Волинець; ur. 9 października 1974 w Tarnopolu), ukraiński pływak specjalizujący się w sprintach, uczestnik Igrzysk Olimpijskich: 2000 oraz 2004. Wicemistrz Europy 2006 oraz brązowy medalista mistrzostw Europy 2002 na dystansie 50 m stylem dowolnym. Medalista mistrzostw Europy i Świata na basenie 25-metrowym.

## Osiągnięcia

### Mistrzostwa Europy (basen 50 m)
- 2002 Berlin -  (50 m stylem dowolnym)
- 2006 Budapeszt -  (50 m stylem dowolnym)

### Mistrzostwa Świata (basen 25 m)
- 2002 Moskwa -  (50 m stylem dowolnym)
- 2006 Szanghaj -  (50 m stylem dowolnym)

### Mistrzostwa Europy (basen 25 m)
- 2001 Antwerpia -  (4x50 m dowolnym)
- 2001 Antwerpia -  (50 m dowolnym)
- 2000 Walencja -  (50 m dowolnym)